# Via Chem Group
Via Chem Group, a.s. je česká holdingová společnost, která historicky vlastnila 33,1 % akcií Spolku pro chemickou a hutní výrobu (Spolchemie). Společnost je spojována s podnikatelem Petrem Sisákem. Od listopadu 2013 byla společnost v insolvenčním řízení, od března 2014 pak v úpadku.
K 31. prosinci 2012 vykázal Via Chem Group účetní hodnotu aktiv 687 milionů korun, z toho 448 milionů korun činily akcie Spolchemie a 213 milionů korun půjčka této společnosti. Za rok 2013 vykázala Spolchemie ztrátu 210 milionů korun, jedním z důvodů bylo zaúčtování ztráty ze snížení hodnoty pohledávky za společností STZ Development ze skupiny Via Chem Group.

## Historie
Od zápisu společnosti do obchodního rejstříku v dubnu 2002 až do listopadu 2007 byl předsedou představenstva Miroslav Babej - Kmec. V roce 2003 koupila 8,8 % akcií Spolchemie. Největším věřitelem tehdy byla společnost Viamont, jejímž spolumajitelem a předsedou představenstva byl Aleš Řebíček. V roce 2005 získala na základě dohody se společností Fores od České konsolidační agentury 39 % akcií Spolchemie. Oznámila jednání ve shodě s akcionářem Maxima pojišťovna a učinila povinnou nabídku převzetí, po které podíl ve Spolchemii vzrostl na 62,6 %. Pořizovací celého podílu cena činila 560 milionů korun (231 Kč na akcii). Byla zahájena příprava konverze amalgámové elektrolýzy na membránovou, při které nedochází ke kontaminaci životního prostředí vysoce toxickou rtutí.
V lednu 2007 Via Chem koupil od mateřské Euro Capital Alliance Ltd ready-made společnosti Campaspol Holding a Campaspol. 1. února 2007 uzavřel se společností AB - Credit ze skupiny PPF Investments smlouvu o odloženém prodeji 55 % podílu ve společnosti Campaspol Holding. 16. července 2007 se Campaspol Holding stala jediným akcionářem společnosti Chapelco, která přes společnost Český olej vlastnila 90,7 % akcií Setuzy. V závěru roku 2007 odkoupil podíly obou akcionářů Campaspol Holding Jozef Kaán.
13. dubna 2008 se stal Via Chem Group vlastníkem společnosti Setuza Development, která o rok dříve odkoupila od společnosti Setuza nemovitý majetek za 1,1 miliardy korun. 29. srpna 2008 se stal Via Chem Group vlastníkem sesterské obchodní společnosti Oleofin a navýšil její vlastní kapitál kapitalizací pohledávky v hodnotě 200 milionů korun, kterou odkoupil od maltské společnosti Pembroke Trading Limited. 20. ledna 2009 emitoval Oleofin na Slovensku dluhopisy v nominální hodnotě 300 milionů korun. Ministr zemědělství Petr Gandalovič (ODS) prosadil, aby tyto dluhopisy nakoupila státem vlastněná akciová společnost Podpůrný a garanční rolnický a lesnický fond. Ještě před vypořádáním transakce však nový ministr zemědělství Jakub Šebesta přesvědčil představenstvo PGRLF, aby od transakce ustoupilo. 14. ledna 2010 Via Chem převedl všechny akcie Oleofinu na akciovou společnost Setuza, následně byl na majetek společností Setuza a Oleofin prohlášen konkurs.
V roce 2008 vydal Via Chem dluhopisy v nominální hodnotě 1,2 miliardy korun splatné 1. října 2013. Mezi držitele těchto dluhopisů patří akciová společnost Viamont, MČ Praha 6 (1 563 kusů v nominální hodnotě 156 milionů korun), MČ Praha 10 (935 kusů), město Sokolov (271 kusů) a Třinecké železárny. Na konci roku 2010 tvořily tyto dluhopisy zhruba 10 % aktiv pojišťovny MAXIMA, tato finanční instituce však 31. května 2011 všech 458 kusů prodala za cenu 107 tis. Kč/kus. K 31. prosinci 2011 bylo upsáno 8 852 kusů dluhopisů.
31. března 2009 zastavil Via Chem 310 310 ks akcií Spolchemie (8 %) ve prospěch ČSOB, od které Spolchemie čerpala bankovní úvěr. 7. září 2009 se Via Chem Group zaručil za úvěr ve výši 284 milionů korun, který společnosti STZ (dříve CAMPASPOL) poskytla J&T Banka. Dále v roce 2009 prodala dceřiná STZ Development americké skupině Archer Daniels Midland nemovitosti v Olomouci. 22. prosince 2009 jediný akcionář společnosti Via Chem Group udělil souhlas s avalem směnky vystavené společností Lukana Oil na řad společnosti NLB Factoring. V roce 2010 Via Chem vydal na Slovensku dluhopisy v nominální hodnotě 330 milionů korun splatné 1. června 2011. Emise nebyla v roce 2011 splacena a byla k 31.12.2011 zaúčtována jako jiné závazky. V roce 2011 rovněž prodala dceřiná STZ Development skupině Glencore nemovitosti v Ústí nad Labem.
30. dubna 2012 Via Chem zastavil 387 882 akcií Spolchemie (10 %) ve prospěch společnosti Dinavert Ventures. Na základě další smlouvy z 30. dubna 2012 Via Chem Group prodal 1 144 250 akcií Spolchemie (29,5 %) společnosti Kingwater Holdings. Kupní cena byla údajně 1. srpna 2012 uhrazena započtením pohledávek. V roce 2012 Via Chem rovněž koupil zkrachovalé Novácke chemické závody. Část aktiv a závazků následně prodal. Mezi nájemce areálu patří česká holdingová společnost Energochemica.
3. dubna 2013 Via Chem Group odkoupil od Centra pro ekonomiku a politiku své dluhopisy za jejich nominální hodnotu. Via Chem Group emisi dluhopisů 1. října 2013 nesplatil, 1. listopadu 2013 podal věřitel Luboš Matoušek návrh na zahájení insolvenčního řízení. O měsíc později vstoupilo do řízení Krajské státní zastupitelství v Českých Budějovicích. 6. března 2014 vydal soudce Miroslav Veselý usnesení o úpadku spojené s povolením reorganizace, insolvenčním správcem ustanovil společnost VJV Insolvence v.o.s. vlastněnou Vladimírou Jechovou Vápeníkovou a znalcem společnost Bohemian Appraisal. Jedním ze zhruba šedesáti věřitelů je společnost Energy Ústí nad Labem, která se domáhá vyplacení směnky znějící na částku 305 milionů korun, odkoupené od společnosti NLB Factoring.
3. listopadu 2014 předložila společnost Bohemian Appraisal soudu znalecký posudek ve věci ocenění majetkové podstaty Via Chem Group, dle něhož činí celková hodnota majetkové podstaty 571 milionů korun. Podle Lidových novin "v podstatě jediným skutečně hodnotným aktivem Via Chemu zůstává podíl v ústecké chemičce Spolchemii", která však "má problémy s negativním pracovním kapitálem, což řeší mimo jiné prací v takzvaném režimu toll-fee."
Společnost dluží 1,95 mld. Kč 90 věřitelům. Mezi věřitele patří mj. Poštová banka (764 mil. Kč), MČ Praha 6 (167 mil. Kč), Hornická zaměstnanecká zdravotní pojišťovna (120 mil. Kč), MČ Praha 10 (100 mil. Kč), Viamont (84 mil. Kč), SNEO, a.s. vlastněná MČ Praha 6 (34 mil. Kč), Město Sokolov (29 mil. Kč) či Město Lázně Bohdaneč (7 mil. Kč), většinu pohledávek však drží společnosti a osoby spojené s Petrem Sisákem a Ivo Halou, když tyto prosadili schválení reorganizace.
V lednu 2016 bylo v souvislosti s manipulací s insolvenčním řízením společnosti obviněno 14 osob, mezi které patří mj. Petr Sisák, Ivo Hala či Vladimíra Jechová Vápeníková. Policie České republiky skupinu viní ze zvýhodnění věřitele, zasahování do nezávislosti soudu, podvodu, legalizace výnosů z trestné činnosti, podplácení, přijetí úplatku či účasti na organizované zločinecké skupině. 28. ledna 2016 určil Milan Tripes, předseda Krajského soudu v Českých Budějovicích, zvláštního insolvenčního správce AS Zizlavsky v.o.s.
V dubnu 2025 Krajský soud v Praze ve věci zmanipulované insolvence nepravomocně odsoudil 15 osob a 5 firem, mimo jiné Petra Sisáka, Ivo Halu, advokáta Jana Pacovského, insolvenční správkyni Vladimíru Jechovou Vápeníkovou nebo soudkyni Marii Červinkovou. Odsouzeni byli jako organizovaná skupina pod vedením Petra Sisáka.

## Majetkové podíly
| název                               | bilanční suma | vlastní kapitál | výše podílu |
| ----------------------------------- | ------------- | --------------- | ----------- |
| Spolek pro chemickou a hutní výrobu | 4 696         | 1 352           | 33 %        |
| CSS                                 | 34            | 12              | 100 %       |
| STZ Development                     | 300           | -251            | 100 %       |
| Via Chem Slovakia                   | 232           | 1               | 100 %       |
| HC Slovan Ústí nad Labem            |               | -14             | 38 %        |

Dceřiná společnost STZ Development vykázala za rok 2013 tržby 22 milionů korun a přidanou hodnotu 14 milionů korun. Vlastní kapitál poklesl na -286 milionů korun. K 31.12.2013 byla STZ Development významným věřitelem společnosti Oleochem. Na společnost HC SLOVAN ÚSTEČTÍ LVI a.s. byl v březnu 2014 podán insolvenční návrh, 2. července 2014 samosoudkyně Irena Lacinová rozhodla o úpadku spojeném s prohlášením konkursu a insolvenčním správcem ustanovila Petra Štillipa. Akcie společnosti Via Chem Slovakia byly převedeny na kyperský holding Kaprain Chemical podnikatele Karla Pražáka.

## Související informace
- od 29. května 2008 do 4. srpna 2009 byl členem představenstva dceřiné společnosti Oleofin ústecký primátor Jan Kubata (ODS).[21][24][62]